# Église de Saint-Nazaire à Saint-Nazaire (Québec)
L'église de Saint-Nazaire est un établissement patrimonial religieux à Saint-Nazaire (Québec) construit en 1919.